# 中川栞
中川 栞（なかがわ しおり、1990年7月4日 - ）は、ライムライト所属のフリーアナウンサーで、元・琉球朝日放送およびテレビ大阪アナウンサー。身長164cm。

## 経歴
兵庫県宝塚市生まれの大阪府池田市育ち。松蔭高校への在学中には、第55回NHK杯全国高校放送コンテスト（アナウンス部門）で優秀賞を受賞した。
立教大学社会学部への進学後は、メディア社会学科と学内の放送研究会に所属。第26回NHK全国大学放送コンテスト（アナウンス部門）で第2位に入賞したほか、テレビ朝日アスクでアナウンス技術の研鑽を積んでいた。
大学卒業後の2013年4月1日付で、琉球朝日放送（QAB）に入社。報道制作局に配属されたことから、ローカルニュース番組『Qプラス』のキャスターを務めながら、報道記者として取材も担当していた。
2017年3月31日付でQABを退社。翌4月1日付で、地元の関西地方にあるテレビ大阪へ、契約アナウンサーとして移籍した。QAB時代に報道系の番組や取材を経験したことから、移籍を機に、平日夕方のローカルニュース番組『ニュースリアルKANSAI』MC陣の1人に抜擢。2018年4月2日から放送中の後継番組『やさしいニュース』でも、2019年3月29日（金曜日）放送分までメインキャスターを務めた。
テレビ大阪とは2020年3月31日までの3年契約を結んでいたが、契約期間の2年目を終えた同年3月31日付で退社。衛星放送の報道番組を中心に、フリーアナウンサーとして活動している。2020年3月30日からは、NHK BS1で『キャッチ!世界のトップニュース』のサブキャスターを担当中。

## 人物
- 父方の祖母の影響で、中学生時代から自分のぬか床を持っていたり、そのぬか床に山芋・アボカド・肉を漬けたりするほどぬか漬けが好き。琉球朝日放送へ勤務した時期には、持参したぬか床が居住地（沖縄県内）特有の暑さですぐに傷んだため、実家でぬか漬けを食べることを楽しみにしていたという[5]。
- テレビ朝日アナウンサーで同学年の林美沙希と親しく、一緒に旅行に行くほどの仲である[6]。

## 出演番組
太字は、2025年４月時点で出演中

### 琉球朝日放送アナウンサー時代
- Qプラス - キャスター
  - 国政選挙の投・開票日には、『選挙ステーション』（ANN選挙特別番組）で沖縄ローカルパートのキャスターも担当していた。
- スーパーJチャンネル九州・沖縄（九州朝日放送が制作していたANN九州・沖縄ブロックネット番組） - 沖縄県担当キャスター
- 朝だ!生です旅サラダ（在職中は朝日放送が制作）
  - 全国ネット向けの生放送番組で、「ラッシャー板前の生中継」を沖縄県内から実施する場合に、ラッシャーとのコンビでリポートを担当。
- スパイス（平日午前の情報番組） - MC兼リポーター
- 全国高等学校野球選手権沖縄大会中継 - スタンドリポーター（2013年 - 2016年)
- 熱血!つり塾 -  MC兼リポーター
- おもしろニュースグランプリ（テレビ朝日制作の年末特別番組）
  - 2013年・2014年の放送分に、琉球朝日放送の代表として出演。

### テレビ大阪アナウンサー時代
- ニュースリアルKANSAI - サブキャスター
- ニュースリアルPLUS（不定期）
- 金曜報道スペシャル  - フィールドキャスター

以上の番組は、契約初年度の2017年度にのみ担当。
- 吉本超合金A - ナレーター
- やさしいニュース - 初代メインキャスター
- ニュースPLUS（不定期）
- おとな旅あるき旅（2017年9月9日からリポーターとして出演）
- from7ちゃん（2019年3月30日まで放送されていた番宣番組）
- 池上彰の世界を知れば大阪が変わるニュースショー - MC兼海外取材リポーター
- 漫才スプリング
  - 毎年3月の深夜に生放送で編成される長時間の特別番組で、2018年・2019年に浅越ゴエ（ザ・プラン9）とのコンビでMCを担当。
- 大阪がリゾートに変わる!?小籔のIRって何だスペシャル
  - テレビ大阪のアナウンサーとして最後に出演した事前収録番組で、退社前日（2019年3月30日）の14:55 - 15:55に放送。
- やさしいニュースPLUS（不定期）

### ライムライトへの所属後
- 日米マーケットリレー 朝エクスプレス（日経CNBC、2019年9月10日 - 2020年3月） - キャスター
- 魔進戦隊キラメイジャー エピソード1（テレビ朝日、2020年3月8日） - アナウンサー 役
- キャッチ!世界のトップニュース（2020年度 - 、NHK BS1） - サブキャスター
- 東京インフォメーション（TOKYO MX、2025年4月2日 - ） - キャスター